# Serrablo
Le Serrablo (en aragonais : Sarrablo) est une région traditionnelle, mentionnée depuis l'époque médiévale, qui recouvre le territoire situé entre Las Bellostas au sud-est, Biescas ou Gavín au nord et Javierrelatre au sud-ouest, dans les Pyrénées au nord de Huesca. 
Le Serrablo coïncide en grande partie avec l'actuelle comarque d'Alto Gállego. Il se caractérise notamment par une architecture religieuse commune, les églises du Serrablo, datées du Xe siècle au XIIe siècle, et une architecture populaire marquée notamment par les cheminées aragonaises. 
Le musée Ángel Orensanz et des arts du Serrablo, à El Puente de Sabiñánigo, présente les traditions et le mode de vie de cette région fortement touchée par l'exode rural au XXe siècle, qui compte de nombreux villages abandonnés. 